# 신철범
신철범(1990년 6월 15일~)은 조선민주주의인민공화국의 역도 선수이다. 2012년 하계 올림픽에 참가해 남자 56kg에서 10위를 차지했다.